# Lejos del cielo (película de 1950)
Lejos del cielo  es una película de Argentina en blanco y negro dirigida por Catrano Catrani según guion de Tulio Demicheli y Ulyses Petit de Murat que se estrenó el 7 de junio de 1950 y que tuvo como protagonistas a Gregorio Cicarelli, Golde Flami, Santiago Gómez Cou y Aída Luz.

## Reparto
- Gregorio Cicarelli
- Golde Flami
- Santiago Gómez Cou
- Aída Luz
- Juan José Míguez
- Luis Zavalía
- Pirucha Fernández